# 老城河 (定南水)
老城河，流经中华人民共和国江西省定南县与广东省和平县，是定南水右岸支流，发源于江西省定南县西南岿美山镇古地村的画眉山和白石坳山，向北流过岿美山镇治后转东流，大致沿着江西与广东两省边界，至广东和平县下车镇的三溪口汇入定南水。干流长66.4千米，河道平均比降3.25‰，流域面积535平方千米。